# Colette Rosambert
Colette Rosambert (née Rosenberg), née le 10 décembre 1910 à Paris et morte le 17 avril 1987 dans la même ville, est une joueuse de tennis française des années 1930.
Elle a notamment atteint la finale du double dames à Roland-Garros en 1933, associée à sa compatriote Sylvie Jung Henrotin. L'année suivante, elle s'est imposée en double mixte aux côtés de Jean Borotra.
Fille de Willy Rosenberg, négociant, elle a épousé en 1935 le patron de presse Philippe Boegner, fils du pasteur Marc Boegner.

## Palmarès (partiel)

### Titre en double dames
| No | Date | Nom et lieu du tournoi       | Catégorie | Surface      | Partenaire    | Finalistes                   | Score    |  |
| -- | ---- | ---------------------------- | --------- | ------------ | ------------- | ---------------------------- | -------- |  |
| 1  | 1932 | Internationaux d'Italie Rome |           | Terre (ext.) | Lolette Payot | Dorothy Andrus Lucia Valerio | 7-5, 6-3 |  |

### Finale en double dames
| No | Date       | Nom et lieu du tournoi         | Catégorie | Surface      | Vainqueures                    | Partenaire  | Score    |          |
| -- | ---------- | ------------------------------ | --------- | ------------ | ------------------------------ | ----------- | -------- | -------- |
| 1  | 22/05/1933 | Internationaux de France Paris | G. Chelem | Terre (ext.) | Simonne Mathieu Elizabeth Ryan | Sylvie Jung | 6-1, 6-3 | Parcours |

### Titre en double mixte
| No | Date       | Nom et lieu du tournoi         | Catégorie | Surface      | Partenaire   | Finalistes                  | Score    |          |
| -- | ---------- | ------------------------------ | --------- | ------------ | ------------ | --------------------------- | -------- | -------- |
| 1  | 23/05/1934 | Internationaux de France Paris | G. Chelem | Terre (ext.) | Jean Borotra | Elizabeth Ryan Adrian Quist | 6-2, 6-4 | Parcours |

## Parcours en Grand Chelem (partiel)
Si l’expression « Grand Chelem » désigne classiquement les quatre tournois les plus importants de l’histoire du tennis, elle n'est utilisée pour la première fois qu'en 1933, et n'acquiert la plénitude de son sens que peu à peu à partir des années 1950.

### En simple dames
| Année | Championnat d'Australie | Championnat d'Australie | Internationaux de France | Internationaux de France | Wimbledon       | Wimbledon       | US National | US National |
| ----- | ----------------------- | ----------------------- | ------------------------ | ------------------------ | --------------- | --------------- | ----------- | ----------- |
| 1929  | -                       | -                       | 1er tour (1/32)          | Irmgard Rost             | -               | -               | -           | -           |
| 1931  | -                       | -                       | 2e tour (1/16)           | Sylvie Jung              | -               | -               | -           | -           |
| 1932  | -                       | -                       | 2e tour (1/16)           | Lucia Valerio            | 2e tour (1/32)  | Dorothy Shaw    | -           | -           |
| 1933  | -                       | -                       | 3e tour (1/8)            | J. Goldschmidt           | 1er tour (1/64) | Kitty McKane    | -           | -           |
| 1934  | -                       | -                       | 3e tour (1/8)            | Lolette Payot            | 2e tour (1/32)  | Carolin Babcock | -           | -           |
| 1935  | -                       | -                       | 1er tour (1/32)          | Anita Lizana             | -               | -               | -           | -           |

À droite du résultat, l’ultime adversaire.

### En double dames
| Année | Championnat d'Australie | Championnat d'Australie | Internationaux de France     | Internationaux de France   | Wimbledon                   | Wimbledon                   | US National | US National |
| ----- | ----------------------- | ----------------------- | ---------------------------- | -------------------------- | --------------------------- | --------------------------- | ----------- | ----------- |
| 1929  | -                       | -                       | 1er tour (1/16) Doris Metaxa | Lilí Álvarez C. Bouman     | -                           | -                           | -           | -           |
| 1931  | -                       | -                       | 1/4 de finale Doris Metaxa   | E. Bennett Betty Nuthall   | -                           | -                           | -           | -           |
| 1932  | -                       | -                       | 1/2 finale S. Mathieu        | Betty Nuthall E. Bennett   | 3e tour (1/8) S. Mathieu    | Lolette Payot Muriel Thomas | -           | -           |
| 1933  | -                       | -                       | Finale Sylvie Jung           | S. Mathieu E. Ryan         | 3e tour (1/8) Sylvie Jung   | Mary Heeley Dorothy Round   | -           | -           |
| 1934  | -                       | -                       | 1/4 de finale Doris Metaxa   | Helen Jacobs Sarah Palfrey | 2e tour (1/16) Doris Metaxa | Helen Jacobs Sarah Palfrey  | -           | -           |
| 1935  | -                       | -                       | 1/4 de finale A. Neufeld     | D. Andrus Sylvie Jung      | -                           | -                           | -           | -           |

Sous le résultat, la partenaire ; à droite, l’ultime équipe adverse.

### En double mixte
| Année | Championnat d'Australie | Championnat d'Australie | Internationaux de France | Internationaux de France | Wimbledon | Wimbledon | US National | US National |
| ----- | ----------------------- | ----------------------- | ------------------------ | ------------------------ | --------- | --------- | ----------- | ----------- |
| 1929  | -                       | -                       | 1er tour (1/32) L. Bonzi | Le Besnerais George Le   | -         | -         | -           | -           |
| 1934  | -                       | -                       | Victoire Jean Borotra    | E. Ryan Adrian Quist     | -         | -         | -           | -           |

Sous le résultat, le partenaire ; à droite, l’ultime équipe adverse.